# ایو گلدبرگ
ایو گلدبرگ (عبری: עדו גולדברג‎؛ زادهٔ ۵ اوت ۱۹۷۵) یک هنرپیشه اهل اسرائیل است. وی از سال ۱۹۹۵ میلادی تاکنون مشغول فعالیت بوده‌است.
از فیلم‌ها یا برنامه‌های تلویزیونی که وی در آن نقش داشته است می‌توان به جنگجوهای آزادی: ری ، آپارتمان اسپانیایی، پیکی بلایندرز، آخرین مسافر، در حالی که ما اینجا بودیم و پادشاه توت اشاره کرد.